# Mała Wieś (województwo świętokrzyskie)
Mała Wieś – wieś sołecka w Polsce położona w województwie świętokrzyskim, w powiecie staszowskim, w gminie Bogoria.
W latach 1975–1998 miejscowość administracyjnie należała do województwa tarnobrzeskiego.

## Dawne części miasta – obiekty fizjograficzne
W latach 70. XX wieku przyporządkowano i opracowano spis lokalnych części integralnych dla Małej Wsi zawarty w tabeli 1.
Mała Wieś

| Nazwa wsi – miasta | Nazwy części wsi – miasta                  | Nazwy obiektów fizjograficznych – charakter obiektu |
| ------------------ | ------------------------------------------ | --- |
| I. Gromada BOGORIA |                                            | |
| 1. Mała Wieś       | 1. Mała Wieś-Dwór 2. Wiktorówka 3. Zacisze | 1. Choiny — pole 2. Dąbrówka — las, pole, łąka 3. Dół Klimentowski — jar 4. Góry — pole 5. Muły — las, pole 6. Ogrody — pole 7. Pałąk — pastwisko, pole 8. Pastwiska — doły, pole 9. Pod Buczyną — pole 10. Pod Grzybowem — pole 11. Pod Przepaścią — pole 12. Porąbka — las 13. Skoczylas — pole 14. Śmiłów — pole 15. Wielka Góra — zarośla 16. Wiktorówka — pole 17. Za Wsią — pole 18. Zacisze — łąka, pole 19. Zagumnie — pole |

## Historia
W wieku XV miejscowość była wydzielana z Wysoczek (ob. Wysoki) i określana jako Wysoczki „quarta“ alias Mała Wieś. Należała wówczas do parafii Kiełczyna. Była własnością Cedrów herbu Gryf, obejmowała 5 łanów i 1. zagrodnika, dających kolegiacie sandomierskiej dziesięcinę wartości do 5 grzywien. 
Karczmarze siedzieli na rolach kmiecych. Jeden folwark rycerski dawał dziesięcinę plebanowi w Kiełczynie (Długosz L.B. t.I, 318, 319, t.II, 332, 333).
Urodził się tu Antoni Wiktorowski (ur. 11 czerwca 1893) – podpułkownik piechoty Wojska Polskiego, kawaler Orderu Virtuti Militari. We wsi wzniesiono obelisk w tablicą upamiętniający miejsce urodzenia Wiktorowskiego.

## Literatura
1. Kaczmarek Leon (red. nauk. zeszytu), Taszycki Witold (red. nauk. wyd.): Urzędowe Nazwy miejscowości i obiektów fizjograficznych. 33. Powiat staszowski województwo kieleckie. Komisja ustalania nazw miejscowości i obiektów fizjograficznych (do użytku służbowego). Z: 33. Warszawa: Urząd Rady Ministrów. Biuro do Spraw Prezydiów Rad Narodowych, 1970. Brak numerów stron w książce